# 杜萬卡 (盧甘斯克州)
49°50′4″N 38°40′32″E / 49.83444°N 38.67556°E
杜萬卡（烏克蘭語：Дуванка）是位於烏克蘭東部的村莊，由盧甘斯克州斯瓦托韋區的洛茲諾-亞歷山德里夫卡市鎮負責管轄。該村始建於1895年，面積12.8平方公里，海拔高度94米，2001年人口51，人口密度每平方公里4人。